# Cyperus flavescens
Pycreus flavescens · Souchet jaunâtre
Espèce
Synonymes
- Pycreus flavescens (L.) P.Beauv. ex Rchb.
- Etc.

Statut de conservation UICN

LC : Préoccupation mineure
Cyperus flavescens, le Souchet jaunâtre, est une espèce de plantes à fleurs de la famille des Cyperaceae, à répartition cosmopolite. C'est une herbacée annuelle cespiteuse, à fleurs en épis, poussant de préférence dans les lieux humides.

## Description

### Appareil végétatif

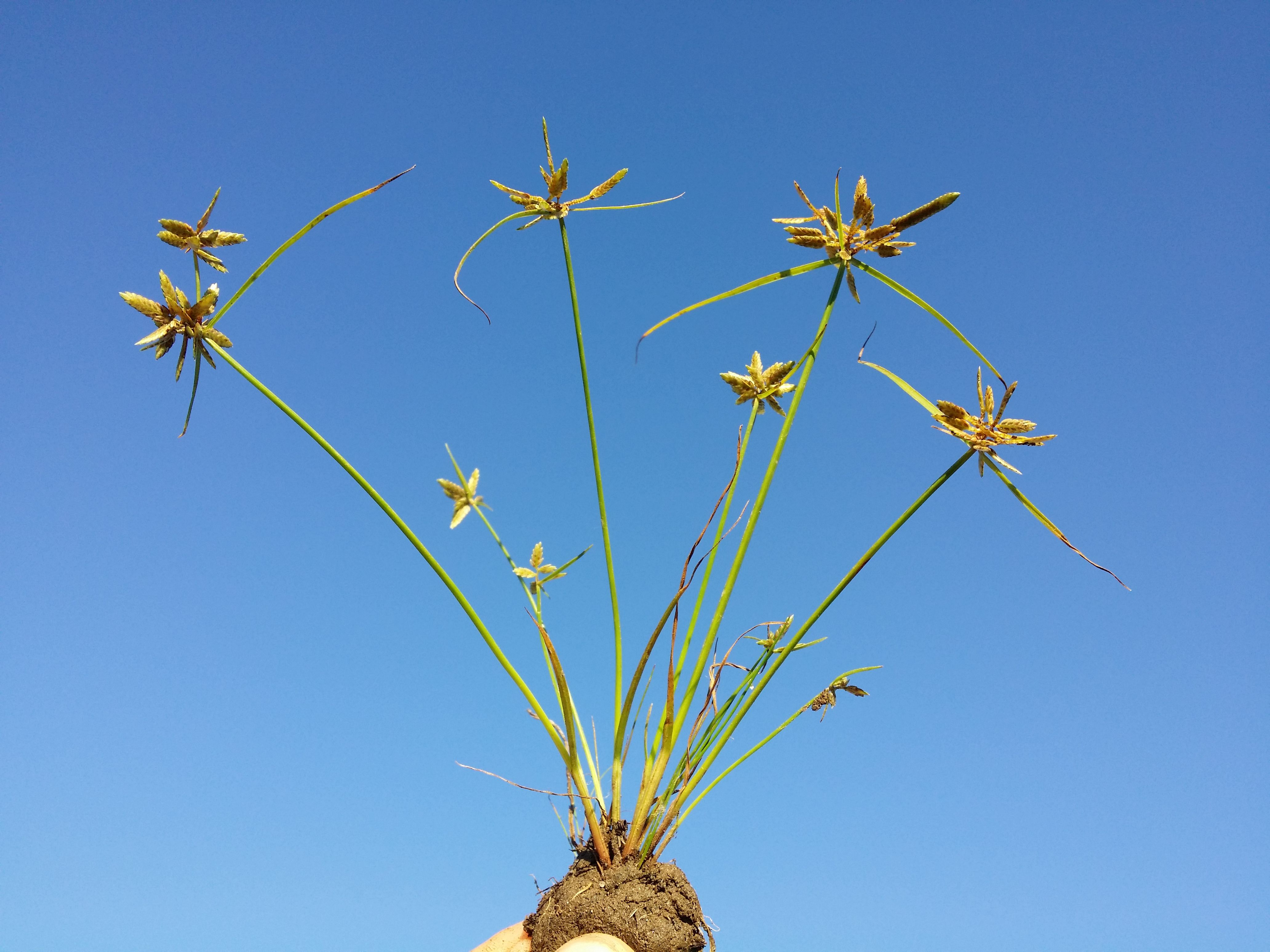
Aspect général.

C'est une plante herbacée annuelle, cespiteuse. Ses chaumes sont trigonaux, longs de (2-)4 à 30 cm et larges de 0,4 à 2 mm, glabres. Les feuilles sont de une à cinq, les limbes souvent absents, la base du chaume avec une gaine rougeâtre portant une minuscule dent de limbe mesurant 1 à 2 mm ; les feuilles sont longues de (3-)10 à 18 cm et larges de (0,5-)1,5 à 2(−2,6) mm.

### Appareil reproducteur

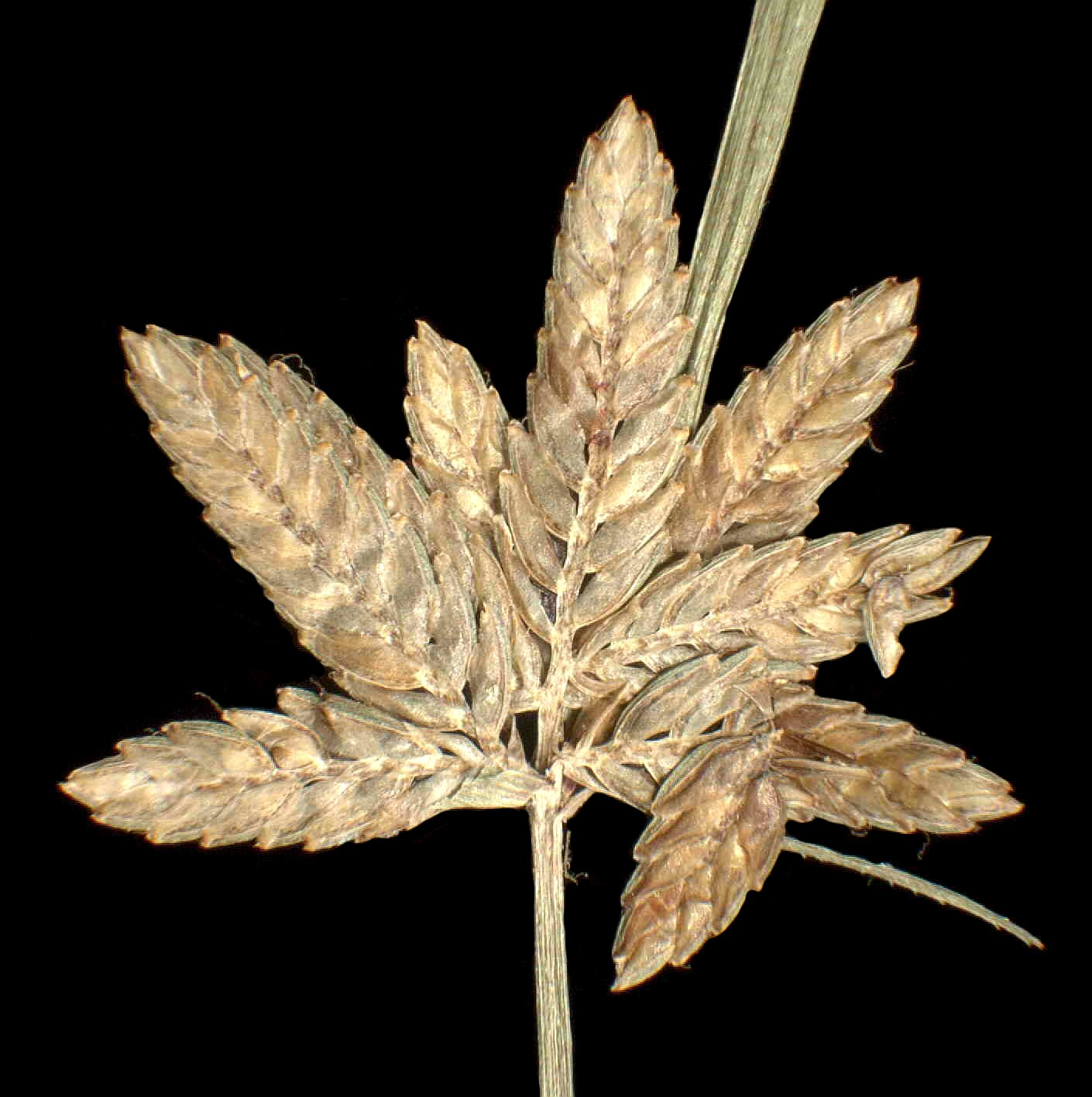
Inflorescences.

Les inflorescences sont en épis au nombre de un, deux ou trois, ovoïdes ou plus ou moins digités, longs de 10 à 30 mm et larges de 8 à 26 mm ; il y a de un à quatre, rarement six rayons, longs de 0,5 à 3(−9) cm ; les bractées sont deux ou trois, approximativement horizontales, longues de 1 à 12 cm et larges 0,5 à 2,5 mm. Les épillets, de un à six, sont comprimés, oblongs-lancéolés, longs de 5 à 15 mm et larges de (2-)2,3 à 2,8 mm ; les écailles florales sont au nombre de (4-)8-24, étroitement imbriquées, latéralement jaunes à brun jaunâtre, aux bords brun clair à clairs, médialement vertes, latéralement sans nervures, médialement à deux ou trois nervures, deux fois cannelées à la base, ovales, longues de (1,5-)1,8 à 2,2 mm et larges de 1,8 mm, l'apex obtus. Les fleurs présentent trois étamines ; les anthères mesurent 0,4 mm, aux connecteurs non prolongés ; les styles mesurent 0,5 à 1 mm ; les stigmates 0,5 à 0,8 mm.

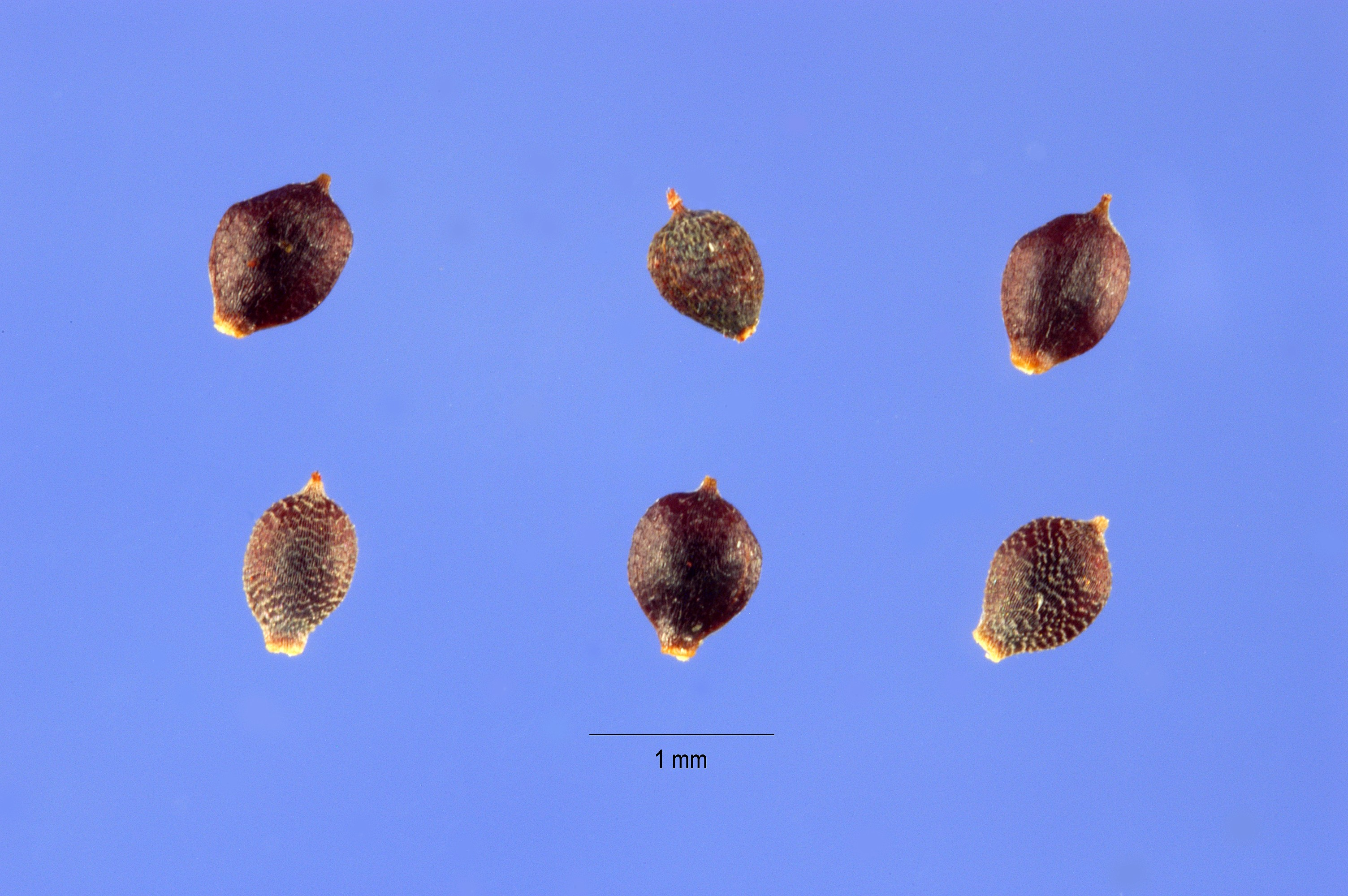
Akènes.

Les fruits sont des akènes noir de jais à brun rougeâtre, légèrement stipendiés, obovoïdes, longs de 1 à 1,2 mm et larges de 0,8 mm, l'apex apiculé, la surface présentant un réseau de cellules rectangulaires allongées longitudinalement et des ondulations transversales.

## Habitat et écologie

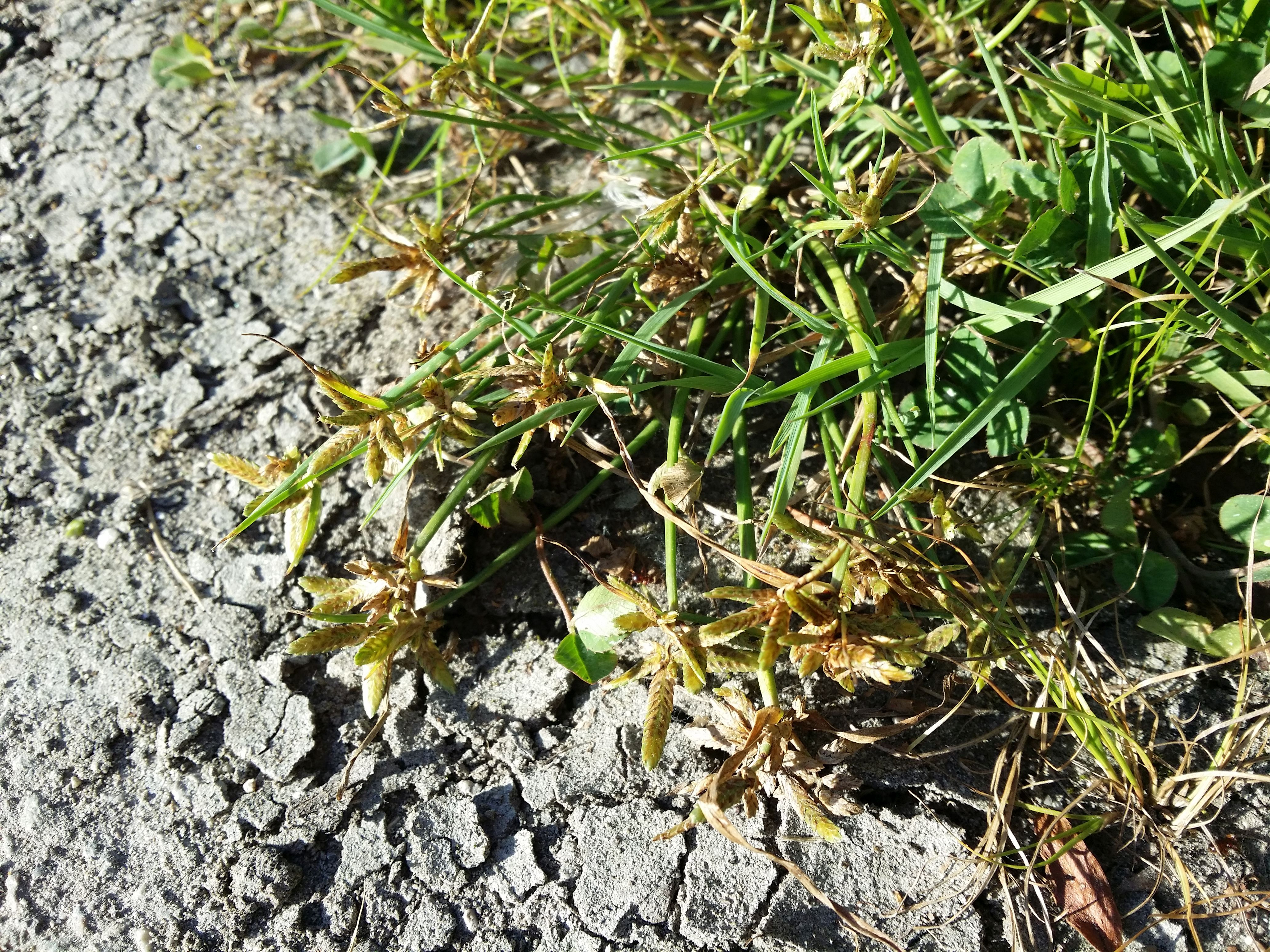
Cyperus flavescens dans son habitat.

Le Souchet jaunâtre pousse typiquement dans les zones d'étiage des lacs et des mares temporaires, où la fluctuation des niveaux d'eau supprime vraisemblablement la concurrence. Il est également présente dans les prairies humides et marécageuses, sur les berges des rivières, les trous d'eau et dans les anciennes rizières.

## Systématique
L'espèce est décrite en premier par le naturaliste suédois Carl von Linné en 1753, qui la classe dans le genre Cyperus sous le nom binominal Cyperus flavescens, dans son ouvrage fondateur de la nomenclature botanique moderne Species Plantarum. Elle a été aussi classée dans les genres Pycreus et Chlorocyperus, mais le nom correct reste Cyperus flavescens,,, bien que certaines auteurs préfèrent Pycreus flavescens.
Ce taxon porte en français le nom vernaculaire ou normalisé « Souchet jaunâtre »,,,.

### Liste des taxons de rang inférieur
Liste des sous-espèces et variétés selon GBIF (6 juillet 2021) :
- Cyperus flavescens subsp. flavescens
- Cyperus flavescens subsp. intermedius (Rikli) Lye
- Cyperus flavescens subsp. microglumis (Lye) Lye
- Cyperus flavescens subsp. tanaensis (Kük.) Lye
- Cyperus flavescens var. flavescens
- Cyperus flavescens var. rehmannianus (C.B.Clarke) Kük.

### Synonymes
Cyperus flavescens a pour synonymes selon Plants of the World online (POWO) (6 juillet 2021) :
- Chlorocyperus abyssinicus (Hochst. ex A.Rich.) Rikli
- Chlorocyperus flavescens (L.) Rikli
- Chlorocyperus intermedius Rikli
- Cyperus abyssinicus Hochst. ex A.Rich.
- Cyperus durandii Boeckeler
- Cyperus eragrostis C.Krauss
- Cyperus fallaciosus (Cherm.) Raymond
- Cyperus flavens Pall.
- Cyperus flavescens var. castaneus (Lye) Lye
- Cyperus flavescens subsp. fallaciosus (Cherm.) Lye
- Cyperus flavescens subsp. intermedius (Rikli) Lye
- Cyperus flavescens subsp. microglumis (Lye) Lye
- Cyperus flavescens subvar. mohrii Farw.
- Cyperus flavescens var. paraensis (Nees) Boeckeler
- Cyperus flavescens var. piceus (Liebm.) Fernald
- Cyperus flavescens var. poiformis (Pursh) Fernald
- Cyperus flavescens var. rehmannianus (C.B.Clarke) Kük.
- Cyperus flavescens subsp. tanaensis (Kük.) Lye
- Cyperus fontanesii Kunth
- Cyperus intermedius Steud.
- Cyperus ligusticus Gand.
- Cyperus melanostachyus Walp.
- Cyperus nieuwlandii Geise
- Cyperus obtusiusculus Gand.
- Cyperus pallidus Kit. ex Kanitz
- Cyperus paraensis Mart. & Schrad. ex Nees
- Cyperus piceus Liebm.
- Cyperus piceus f. potosiensis (C.B.Clarke) Kük.
- Cyperus piceus f. squalidus (Liebm.) Kük.
- Cyperus poiformis Pursh
- Cyperus polystachyus Jungh.
- Cyperus rehmannianus (C.B.Clarke) Boeckeler ex Kuntze
- Cyperus setaceus Wulfen
- Cyperus squalidus Liebm.
- Cyperus stramineus Link
- Cyperus subintermedius Kük.
- Cyperus tanaensis Kük.
- Cyperus tonduzianus Boeckeler
- Cyperus tristachyus Boeckeler
- Cyperus tristachyus var. elongatus Boeckeler
- Cyperus tristachyus var. minor Boeckeler
- Cyperus xanthinus C.Presl
- Distimus flavescens (L.) Raf.
- Pycreus bathiei Cherm.
- Pycreus debilissimus C.B.Clarke
- Pycreus fallaciosus Cherm.
- Pycreus flavescens (L.) P.Beauv. ex Rchb.
- Pycreus flavescens var. castaneus Lye
- Pycreus flavescens f. caucasicus (K.Koch) Soó
- Pycreus flavescens subsp. fallaciosus (Cherm.) Lye
- Pycreus flavescens f. gracillimus (Asch. & Graebn.) Soó
- Pycreus flavescens subsp. intermedius (Rikli) Lye
- Pycreus flavescens subsp. microglumis Lye
- Pycreus flavescens f. minor (Gaudin) Soó
- Pycreus flavescens f. monostachyus (Sacc.) Soó
- Pycreus flavescens var. rehmannianus (C.B.Clarke) Govaerts
- Pycreus flavescens f. setaceus (Kük.) Soó
- Pycreus flavescens subsp. tanaensis (Kük.) Lye
- Pycreus intermedius (Rikli) C.B.Clarke
- Pycreus paraensis Nees
- Pycreus piceus (Liebm.) C.B.Clarke
- Pycreus potosiensis C.B.Clarke
- Pycreus rehmannianus C.B.Clarke
- Pycreus tristachyus (Boeckeler) C.B.Clarke
- Pycreus vicinus Cherm.

## Menaces et conservation
En France, l'espèce est classée « en danger critique d'extinction » (CR) en Alsace, Auvergne, Basse-Normandie, Centre-Val de Loire, Île-de-France, Lorraine et Pays de la Loire ; « en danger » (EN) en Bourgogne, Bretagne, Franche-Comté, Limousin, Picardie, Poitou-Charentes et Rhône-Alpes. Malgré tout, elle est de « préoccupation mineure » (CR) à l'échelle nationale.
L'espèce est classée comme éteinte en Belgique et aux Pays-Bas, en danger en Autriche, et vulnérable en Croatie et en Suisse, alors qu'aucune autre mesure de conservation n'est en place ou apparemment nécessaire. Le déclin de cette espèce dans ces cinq pays pourrait être les premiers signes d'un problème plus large. Une conservation ex situ a lieu en Europe. Aucune mesure de conservation n'est proposée pour le moment au niveau mondial.
Malgré tout, cette espèce est évaluée comme étant de préoccupation mineure à l'échelle mondiale par l'Union internationale pour la conservation de la nature (UICN), car elle est très répandue, sans preuve de déclin, et n'est pas exposée à des menaces significatives connues.